# 加茂すみれ
加茂 すみれ（かも すみれ、本名：大谷 茂子（おおたに しげこ）、1940年8月19日-）は元宝塚歌劇団女優、プロボウラーである。宝塚入団時の成績は57人中45位。宝塚入団時の芸名は加茂 みどり（かも -）。

## 人物
姉・加茂さくら共々、宝塚歌劇のファンだった実母の影響で、さくらから遅れて3年後の1959年に宝塚歌劇団45期生に入団するが、「歌劇団のプリマドンナ」としてスター街道を走ったさくらとは対照的に、「その他大勢」の役が多かったという。通常、宝塚歌劇団に姉妹で入団した場合は、同じ組に入ることを嫌うことが多い中、すみれはさくらと同じ雪組への入団を希望し、東京宝塚劇場での公演の時は姉妹そろって寮に同居していたという。
しかし、姉より3年早い1968年7月30日に宝塚歌劇団を退団し、趣味でボウリングを始める。1969年「全日本ボウリング選手権大会」女子個人総合の部に優勝し、プロボウリングの世界に転向した。その後もプロボウラー（女子プロ選手第2期生。本名の大谷茂子として）として活動するが、1997年、さくら・すみれの実母が大腸癌のため入院、介護に当たるため、実母のいる尼崎市の実家に戻り、10年以上にわたる介護生活を続け、実母は2007年に94歳で亡くなった。現在は同市内塚口にあるスナックを経営、さくらもたびたびスナックの店の手伝いをしているという。

## テレビ出演
- 私の何がイケないの?（TBSテレビ・2014年7月28日放送）「タカラジェンヌ退団後の人生」　さくらと姉妹競演
- ごきげんライフスタイル よ〜いドン! (関西テレビ・2016年11月2日放送）「となりの人間国宝さん」